# Synagogue d'Uilenburg

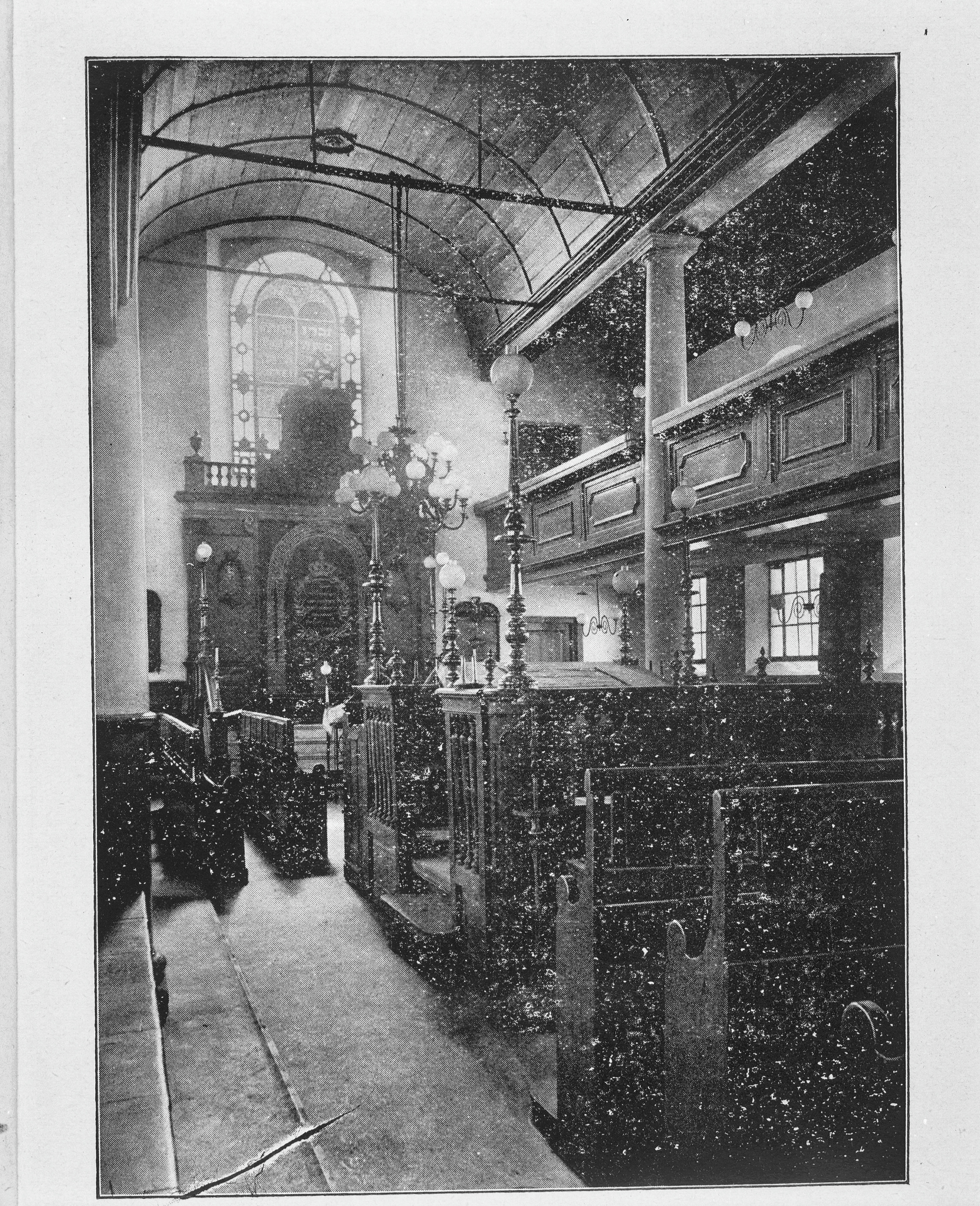
Vue de l'intérieur

La synagogue d'Uilenburg à Amsterdam, la capitale des Pays-Bas, a été construite à l'origine en 1765. La synagogue est située au Nieuwe Uilenburgerstraat n°91. Elle est classée monument national. 